# Virgilkopf
Der Virgilkopf ist ein 3036 m ü. A. hoher Berggipfel des Umbalkamms in der Venedigergruppe. Er liegt  an der Staatsgrenze zwischen Österreich und Italien. Die Erstbesteigung des Virgilkopfs erfolgte am 1. August 1871 bei der Erstbesteigung des Nordostgrates der Rötspitze durch Theodor Harpprecht mit J. Schnell. Harpprecht und Schnell führten dabei auch die Erstbesteigung der Unteren Rötspitze und vermutlich die zweite Gipfelersteigung der Rötspitze durch.

## Lage
Der Virgilkopf liegt an der Grenze zwischen Osttirol (Bundesland Tirol) und Südtirol bzw. den Gemeinden Prägraten am Großvenediger und Prettau. Der Virgilkopf ist ein steiler Blockrücken am langen Nordostgrat der Rötspitze. Dieser verläuft ausgehend von der Rötspitze über die Untere Rötspitze (3289 m ü. A.) und den Virgilkopf zum Vorderen Umbaltörl (2926 m ü. A.), hinter dem dann der Ahrner Kopf (3051 m ü. A.) aufragt. Östlich des Virgilkopfs liegen das Welitzkees und die Philipp-Reuter-Hütte im Umbaltal, westlich befindet sich die Lenkjöchlhütte zwischen dem Windtal und dem Röttal. Die zu Südtiroler Gebiet gehörenden Bergflanken sind im Naturpark Rieserferner-Ahrn unter Schutz gestellt, jene auf Osttiroler Seite hingegen im Nationalpark Hohe Tauern.

## Aufstiegsmöglichkeiten
Der Virgilkopf wird in der Regel bei der Besteigung der Rötspitze über den Nordostgrat überschritten. Hierzu erfolgt der Aufstieg zunächst von der Philipp-Reuter-Hütte oder der tiefer gelegenen Clarahütte zum Vorderen Umbaltörl. In der Folge wird am Nordostgrat der Virgilkopf überschritten (UIAA II+) und dem Nordostgrat weiter über Untere Rötspitze zur Rötspitze aufgestiegen. Einen geringeren Schwierigsgrad weist hingegen die Ostflanke auf, die von der Philipp-Reuter-Hütte begehbar ist (UIAA I).